# Manouches
Manouches (französisch, Sg. Manouche; deutsch Manusch, in der Schweiz auch Manische; Romanes für Mensch) ist die Selbstbezeichnung einiger in Frankreich und angrenzenden Ländern lebender Bevölkerungsgruppen, die der Ethnie der Sinti angehören. Ihre Anwesenheit in Frankreich ist seit dem 18. Jahrhundert belegt. Der im 20. Jahrhundert entstandene jazz manouche (international meist Gypsy-Jazz genannt) ist als ein besonderer kultureller Beitrag der Manouches anerkannt.